# Oelze (Katzhütte)
Oelze ist ein Ortsteil der Gemeinde Katzhütte im Landkreis Saalfeld-Rudolstadt in Thüringen.

## Geografie
Oelze liegt im Thüringer Schiefergebirge, im Tal der Schwarza. Im Ortsgebiet münden die Oelze und die Masse in die Schwarza.

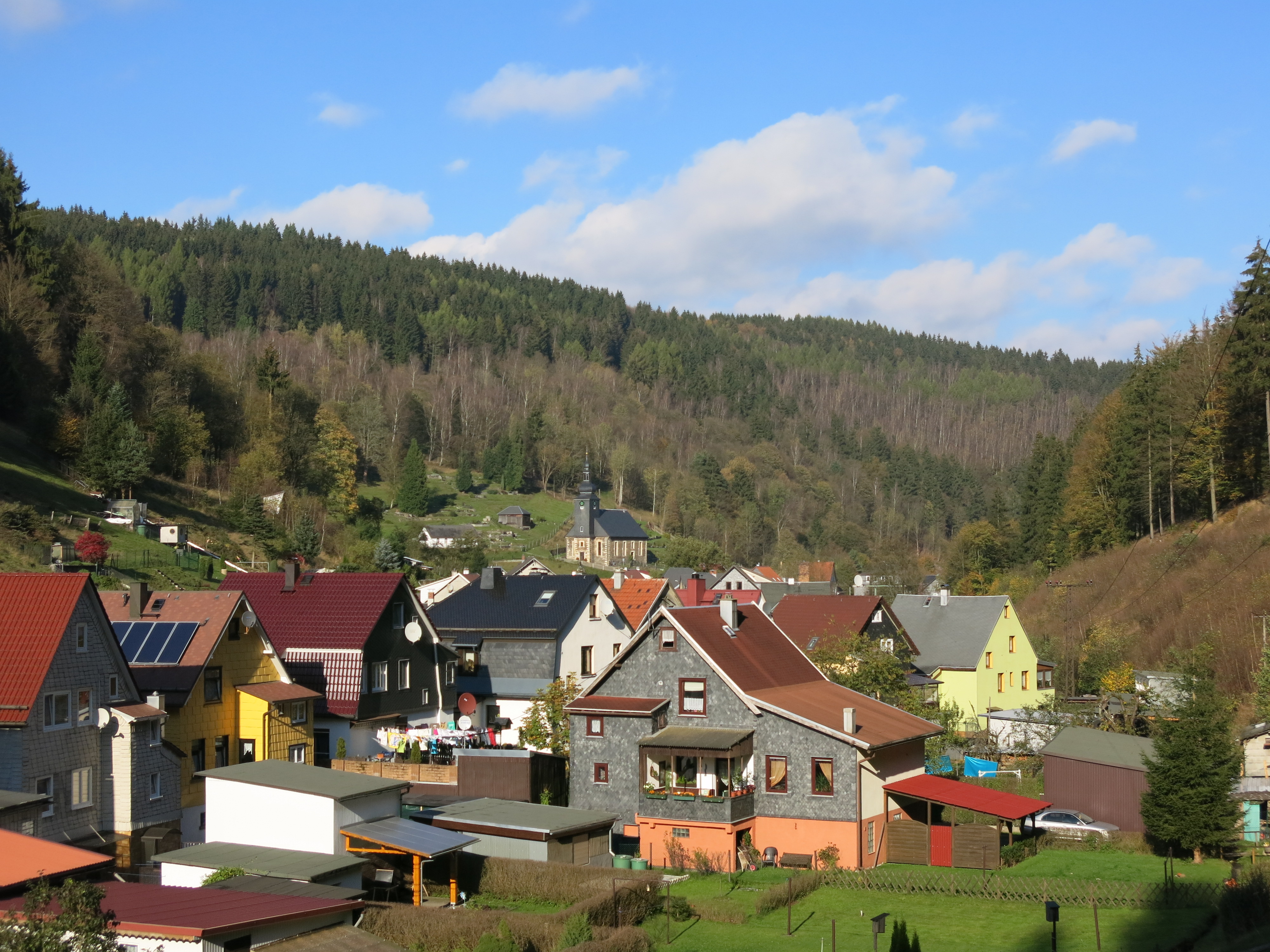
Oelze - Eisfelder Straße

## Geschichte
Oelze war jahrhundertelang eine eigenständige Gemeinde mit einem gewählten Gemeinderat und Bürgermeister.
Die Häuser standen früher nur auf der linken Seite der Schwarza. Deshalb gehörte der Ort bis 1918 zur Oberherrschaft des Fürstentums Schwarzburg-Sondershausen, Verwaltungsbezirk Gehren, während die benachbarten Gemeinden Oberhammer und Katzhütte dem Fürstentum Schwarzburg-Rudolstadt angehörten. Im Jahr 1910 hatte Oelze 1354 Einwohner.
Die Gemeinde Oelze bestand im Jahre 1871 aus mehreren Häusergruppen.
| Häusergruppe    | heutige Zuordnung |
| --------------- | ----------------- |
| Oelze           | Katzhütte         |
| Pfaffendörfchen | Katzhütte         |
| Schwägerhammer  | Katzhütte         |
| Masserhammer    | Katzhütte         |
| Masserbrück     | Katzhütte         |
| Tischersmühle   | Goldisthal        |
| Schmiedebach    | Goldisthal        |
| Neuwerk         | Katzhütte         |
| Rohrhammer      | Katzhütte         |
| Thörichte Busch | Katzhütte         |

Mit dem vom Thüringer Landtag am 16. Juli 1922 beschlossenen Kreiseinteilungsgesetz wurden die Orte Oelze und Katzhütte dem Kreis Rudolstadt zugeordnet. Am 1. Oktober 1922 erfolgte die Eingemeindung von Oberhammer nach Oelze.
1939 lebten 1572 Menschen in dem Ort. Nach dem Zweiten Weltkrieg ergab sich auf Grund der großen gesellschaftspolitischen Veränderungen in Thüringen auch die Notwendigkeit einer neuen territorialen Gliederung. Das Gesetz zur Änderung der Kreis- und Gemeindegrenzen vom 26. April 1950 hatte zur Folge, dass mit Wirkung vom 1. Juli 1950 die Gemeinden Katzhütte und Oelze zu Katzhütte zusammengeschlossen wurden.
Als im Jahr 1952 aus politischen Gründen der Kreis Neuhaus am Rennweg entstand, erfolgte die Eingliederung von Katzhütte mit dem Ortsteil Oelze in diesen neuen Landkreis.
Siehe auch Liste der Kulturdenkmale in Katzhütte

## Wirtschaft und Infrastruktur
Früher gab es in Oelze bedeutende Glas-, Holz- und Farbenindustrie (Farbenfabrik zu Neuwerk bei Oelze), die jedoch nach 1990 schließen mussten.
Durch Oelze führt die Schwarzatalstraße (L1112), die den Ort mit Neuhaus am Rennweg und Katzhütte verbindet. Außerdem zweigen in der Ortslage die Straße nach Großbreitenbach (Landesstraße 1047) und die Straße nach Masserberg (L1138) ab. Der nächste Bahnhof befindet sich in Katzhütte, etwa drei Kilometer nordöstlich.

## Vereine
- SV Motor Katzhütte-Oelze e. V.
- Feuerwehrverein Oelze e. V.
- Musikverein Oelze e. V.
- Sportfischerverein Katzhütte e. V.
- Karnevalverein Oelze e. V.